# 岡山県道225号虫明長浜線
岡山県道225号虫明長浜線（おかやまけんどう225ごう むしあけながはません）は、岡山県瀬戸内市を通る一般県道である。

## 概要
瀬戸内市邑久町虫明と瀬戸内市牛窓町長浜を結ぶ。
特に瀬戸内市邑久町内では狭隘箇所が多く、通行には注意が必要。その付近の改良計画も以前はあったが、岡山県の財政難などにより中止された。

### 路線データ
- 起点：瀬戸内市邑久町虫明（岡山県道224号瀬西大寺線交点）
- 終点：瀬戸内市牛窓町長浜（長浜交差点、岡山県道39号備前牛窓線交点）
- 総延長：12.3 km

## 歴史
- 1960年（昭和35年）3月18日 - 岡山県告示第335号により認定される。
- 1972年（昭和47年） - 岡山県の県道番号再編（固定番号制導入）により現行の路線番号に変更される。
- 2004年（平成16年）11月1日 - 邑久郡の全3町（牛窓町・邑久町・長船町）が対等合併して瀬戸内市が発足したことに伴い全線が瀬戸内市域のみを通る路線になり、併せて起終点の地名表記が変更される。

## 地理

### 通過する自治体
- 岡山県
  - 瀬戸内市

### 交差する道路
| 交差する道路            | 交差する場所         | 交差する場所      |
| ----------------------- | -------------------- | ----------------- |
| 岡山県道224号瀬西大寺線 | 邑久町虫明           | 起点              |
| 岡山県道227号庄田敷井線 | 邑久町尻海（しりみ） |                   |
| 岡山県道228号高助西浜線 | 邑久町尻海           |                   |
| 岡山県道39号備前牛窓線  | 牛窓町長浜           | 長浜交差点 / 終点 |

### 沿線
- 玉津港
- 瀬戸内警察署 尻海駐在所